# سیارک ۴۱۷۲
سیارک ۴۱۷۲ (به انگلیسی: 4172 Rochefort، نامگذاری:1982FC3) چهار هزار و صد و هفتاد و دومین سیارک کشف شده‌است که در ۲۰ مارس ۱۹۸۲ کشف شد.
قدر مطلق سیارک برابر ۱۴٫۰۰ است.